# Aleeta curvicosta
Aleeta curvicosta (обично позната као брашнасти пекар или млинар, позната до 2003. као Abricta curvicosta) је врста цврчка, једног од најпознатијих инсеката у Аустралији. Пореклом са источне обале континента, описао га је 1834. године Ернст Фридрих Гермар. Брашнасти пекар је једина описана врста у роду Aleeta.
Карактеристичан изглед брашнасте пекаре и гласан позив чине је популарном међу децом. И уобичајено и име рода потичу од белих влакана налик брашну који покривају тело одрасле особе. Његово тело и очи су углавном смеђе боје са бледим шарама укључујући светлу линију дуж средње линије пронотума. Њена предња крила имају карактеристичне тамно смеђе мрље у основи две апикалне ћелије. Женка је већа од мужјака, иако укупна величина врсте варира географски, са већим животињама повезаним са регионима са већим падавинама. Мужјак има карактеристичне гениталије и гласан и сложен зов генерисан честим извијањем ребрастих бубњића и појачан трбушним ваздушним кесама.
Брашнасти пекар је усамљен и јавља се у малим густинама. Јединке обично излазе из тла током тромесечног периода од краја новембра до краја фебруара и могу се срести до маја. Брашнасти пекар се налази на великом броју дрвећа, са одређеним предностима за врсте папирне коре (Melaleuca). Релативно је лош летач, плен је осе убица цикада и великог броја птица, и може подлећи гљивичној болести специфичној за цикаде.

## Таксономија
Немачки природњак Ернст Фридрих Гермар описао је брашнастог пекара 1834. као Cicada curvicosta. Гермар је засновао опис на два примерка који се сада налазе у Природњачком музеја Универзитета у Оксфорду, али није одредио типски примерак и њихове тачне локације нису забележене. Године 2003. један од оригиналних примерака је означен као лектотип, а други као паралектотип.
Истакнути шведски ентомолог Карл Стол дао је име роду Abricta 1866. године, и он је или третиран као подрод рода Tibicen (Lyristes) или као засебан род. Тако је постао познат као Tibicen curvicostus, и Abricta curvicosta од 1906. Француски ентомолог Жан Баптист Боисдувал описао је два примерка сакупљена из Порт Џексона као Cicada tephrogaster (касније Tibicen tephrogaster) 1835; ово се дуго сматрало млађим синонимом. Међутим, преглед рода из 2003. показао да је Abricta била различита група врста, а аустралијски чланови су премештени у друге родове. Макс Молдс је спровео морфолошку анализу рода и открио да су цикаде природно подељене у кладе према биогеографском региону. Од 15 аустралијских врста, брашнасти пекар је био најранији изданак. Необјављени подаци су потврдили да је прилично генетски удаљена од осталих 14 врста, па је класификована у нови монотипски род Aleeta, док је већина осталих стављена у род Tryella. Морфолошка разлика између Aleeta и Tryellaсе заснива на два фактора: A. curvicosta има већу величину предњег крила – ретко мање од 3,2 cm и обично преко 4 cm, док Tryella никада није већа од 3,2 cm; некални режњеви карактеристичних мушких гениталија Aleeta су оборени на својим дисталним крајевима, док су они од Tryella окренути нагоре. Име Aleeta је изведено од грчког "aleton" што значи брашно или оброк.
Уобичајено име пекар од брашна добија по изгледу да је посут брашном, а и народни термини пекар и млинар су били у употреби до 1860. Назив је понекад искварен као „пекар са цвећем“. Од 1905. исти назив „пекар од брашна“ био је у употреби и за другу врсту аустралијске цикаде (Altria perulata, сада Arunta perulata), која има беле „вреће“ као звучне кутије. Та врста се данас обично назива „бели бубњар“.
Филогенетски докази потврђују да су Aleeta и Tryella најближи рођаци познатих периодичних цикада (род Magicicada) у Северној Америци упркос томе што су географски раздвојене.

## Опис
Са дужином тела од 2,9 cm, предњим крилима дугим између 3 и 5,1 cm, распоном крила од 9-10 cm и тежине око 1,02 г, брашнасти пекач је цврчак средње величине. Појединци се значајно разликују по величини по регионима у зависности од локалних падавина. Подручја са просечном годишњом количином падавина од преко 1.000 мм – углавном приобална – имају много веће јединке, са просечном дужином предњег крила око 1 cm дуже од оних у областима са мало падавина.
Одрасла јединка је смеђа са белим прашњавим изгледом; бели паперјасти филаменти покривају већи део тела, ногу и неке вене на крилима, али се ово сребрно крзно са тела лако отире, па је често значајно смањено код старијих одраслих особа и музејских примерака. Појединци имају различите ознаке на телу, али сви имају бледу средњу линију на пронотуму. Ноге су им смеђе, понекад жућкасте, али без изразитих ознака. Њихова сува маса је у просеку 36,2% њихове укупне телесне масе, већа од већине аустралијских цикада, што сугерише јак егзоскелетни оклоп. Очи су им тамносмеђе. Имају жућкасту оперкулу који се бочно простиру далеко изван тела. Женка је нешто већа од мужјака. У принципу има сличну боју и ознаке, иако може бити мало блеђа у неким областима. Њен девети трбушни сегмент је дугачак и тамноцрвенкасто-браон, понекад делимично склон црној боји. Њен овипозитор је дугачак, нагнут надоле, а овојница јајолога је црна или тамноцрвенкасто-смеђа.
Крила су провидна са црним или смеђим жилама и браон-црном мрљом у основи апикалних ћелија 2 и 3. Ове мрље су понекад спојене у непрекидни цик-цак тамно браон до црне боје. Базална ћелија је често непрозирна и ћилибарске боје. Као и код многих инсеката, мембране крила су обложене са обе стране понављајућим узорком кутикуларних наноструктура, висине око 200 нм, раздвојених за око 180 нм. Сматра се да помажу у антирефлексној камуфлажи, против влажења и самочишћењу.
Мушки позив се може чути у било које доба дана и састоји се од необичног звука шиштања, који почиње као серија сибилантних рафала од једне секунде у размаку од једне секунде, који се понављају брже док не постану константно шиштање које траје 7–10 с. Описан као "рп, рп, рп, рп, рррррп", звук се производи када појединачне мишићне контракције кликну на бубну унутрашњу страну, извијајући 7–9 бубних ребара, од којих свако производи пулс. Ово се дешава наизменично на два тимбала и брзо се понавља на фреквенцији од око 143 Hz (у групама од по четири, осим када је цврчак у невољи – када су негруписани и на нижој фреквенцији), дајући фреквенцију понављања пулса од око 1050 у секунди, са релативно широким опсегом звучних фреквенција од 7,5–10,5 kHz,  која има доминантну фреквенцију (на којој се примећује вршна енергија)  од 9,5–9,6 kHz.
Трбушне трахеалне ваздушне кесе окружују звучне мишиће и протежу се у абдомен, делујући као резонантне коморе за појачавање звука. Брашнасти пекач брзо продужава или подиже свој стомак, модулишући тако утицај ваздушних кеса на звук како би променили његову јачину, висину или мелодију током увода у слободну песму. Ово се може чути када је цикада неометана у свом природном окружењу, док мужјаци цикада користе ове позиве да привуку женке. Ова врста је једна од најгласнијих аустралијских цикада  и названа је „најбољим музичарем од свих“.
Брашнасти пекар се разликује од сличне неописане врсте A. sp. nr. curvicosta (мали брашнасти пекач) по структури мушких гениталија и чујно јасном позиву. Припадници  Aleeta and Tryella се лако разликују од других аустралијских цикада јер немају поклопце бубњића, док се обална ивица њихових предњих крила повећава према месту где је крило причвршћено за тело. Код ових родова је јасно шира од обалне вене.

## Животни циклус
Јаја се полажу у низ прореза које обично исече мајчин јајовод на живим гранама или гранчицама њихових биљака за исхрану. У просеку око шеснаест јаја, од укупно неколико стотина, положи се у сваки прорез. Сва серија се излеже око 70 дана касније – обично у року од дан или два једна од друге – али траје дуже у хладним или сувим условима. Овипозиција је примећена на широком спектру аутохтоних и интродукованих биљних врста и може да ослаби гране младих воћњака тако да не могу да издрже оптерећење својих плодова.
Након излегања, нимфе падају са грана да траже пукотину у земљишту где могу да се закопају, често до дубине од 10–40 cm, копајући својим великим предњим ногама. Сматра се да веће врсте цикада као што је A. curvicosta проводе 2-8 година под земљом, а за то време расту и хране се соком из корена дрвећа. Оне се митаре пет пута пре него што изађу из земље да би одбациле своју последњу љуску. Иако се стално дешава ноћу, појава популације је дифузно распрострањена током сезоне у поређењу са аустралијским врстама веће густине. Однос полова је око 1,15 мужјака према свакој женки, доследан током ницања. Брзина метаболизма у периоду од око 6,5 сати током појаве A. curvicosta је око 1,8 пута већа од брзине метаболизма одрасле особе у мировању. Студија у југоисточном Квинсленду објавила је да ће се нимфе појавити на већини врста дрвећа, али да избегавају Норфолску араукарију (Araucaria heterophylla) и кору широког листа (Melaleuca quinquenervia). Одрасле јединке се обично налазе између новембра и маја, али се понекад примећују већ у септембру па све до јуна. Забележено је да се појављују сваке године, углавном у децембру и јануару у западном Сиднеју,  са сличним периодом појаве од 92 дана од краја новембра до краја фебруара забележеним у југоисточном Квинсленду. То је чини једном од последњих аустралијских цикада које се појављују сваке сезоне. Нимфа се свим ногама хвата за кору дрвета, гута ваздух и редистрибуира хемолимфу да би поделила гипс по средини леђа. Затим извлачи главу и клипеус погрбљеним телом, а када су се они појавили, закрећу се уназад како би извукли ноге из кућишта. Затим полако отвара крила, на крају се савија напред и хвата се за предњи део шкољке како би ослободио свој стомак. Када се ослободи, виси још сатима док се крила стврдну.
Када дођу у зрело доба, већина одраслих врста цикада живи још око две до четири недеље. За то време се хране соком који тече са грана дрвећа, а долази до парења и полагања јаја.

## Распрострањеност и станиште
Брашнасти пекар се налази од реке Даинтрее у Северном Квинсленду до Бендалонга у јужном Новом Јужном Велсу. То је планинска врста у северном делу свог ареала, ограничена на Атертон Таблеланд и Национални парк Еунгела западно од Мекеја, али више низијска врста у остатку свог домета. Може се наћи на различитим стаништима, од руба прашуме до предграђа, чак и у центру Сиднеја.

## Понашање
Појединци су обично усамљени, са студијом југоисточног Квинсленда која процењује густину од само 50 по хектару (у поређењу са неким другим аустралијским врстама које су скоро два реда величине гушће). Одрасли брашнасти пекар обично седи окренут надоле и на гранама дрвећа, а не на стаблима. Налази се на великом броју биљака, најчешће на врстама из породице Миртовке, тачније разним врстама биљака Melaleuca и Callistemon, као и на смеђој лешници (Lysicarpus angustifolius) и пегуну (Bauhinia hookeri). Очекује се да ће то такође бити биљке за исхрану нимфа. Ова врста је повезана са белим перјем (Melaleuca decora) у студији на три локације у западном Сиднеју. Кора широколисног папира је потврђена као биљка за исхрану нимфа.
Брашнасти пекари нису искусни летачи у поређењу са другим аустралијским цикадама. Они су спори, са типичном брзином од 2,1 метар у секунди (6,9 ft/s), која се пење на око 3,9 метара у секунди (13 ft/s) (14 km/h) када су прогоњени или провоцирани. Они су у стању да генеришу само малу аеродинамичку снагу и њихови летови су релативно кратки, трају око 3,4 с, са просечно 3,3 промене смера. Нити су вешти у слетању. Удаљеност на којој реагују на посматрача који се приближава је умерена, како у мировању тако и у лету.

## Предација
Птице грабљивице одрасле цикаде су уобичајене, са вранцима и сивим лепезастим реповима, бучним рударима, плавим медоједима, малим врвицама, сивим и пегавим птицама месарима, свракама, торезијским вранама, белим чапљима, па чак и ноћним чапљем жабоуста, сви пријављени као значајни предатори. Запажено је да се жабоусти и брадати змајеви хране нимфама у настајању, међутим укупна смртност нимфа се процењује на испод 10%. 
Одрасле јединке неких аустралијских цикада су подложне гљивици која је специфична за цикаде из рода Massospora, која расте на њиховим гениталијама и трбушној дупљи, што на крају доводи до опадања репа. Аустралијске цикаде даље су плен оса убица цикада (Exeirus lateritius), која боде и паралише цикаде високо на дрвећу. Њихове жртве падају на земљу где се ловац на цикаде пење и носи, гурајући се задњим ногама, понекад на удаљености од 100 м. Затим се гурају у ловчеву јазбину, где се беспомоћна цикада ставља на полицу у често пространој 'катакомби', како би формирала залиху хране за осеку која расте из јаја депонованих у њој.

## У популарној култури
Шкољке које избаци нимфа, као и код других врста цикада, деца често скупљају и понекад их причвршћују за одећу. Познато је да школарци доводе живе одрасле у учионице како би заплашили разред својим „оштрим вриском“, што је типично на приметно незадовољство наставника. Деца се често пењу на дрвеће да би их сакупила и привремено их држе као кућне љубимце у кутијама за ципеле. Не могу се лако држати дуже од дан или два, с обзиром на то да им је за храну потребан текући сок. Песма посвећена пекару од брашна појавила се у Catholic Press-у 1930. године, описујући деци његов животни циклус. 